# 아메리칸 와이어헤어
아메리칸 와이어헤어(American Wirehair)는 미국 고양이의 한 품종이다. 곱슬하고 단단한 털이 몸 전체를 덮고 있는게 특징이다.

## 역사
아메리칸 와이어헤어는 쇼트헤어의 자연 변이이다. 1966년 뉴욕 북부의 버논에서 한쌍의 헛간 고양이들 사이에서 태어난 다섯 마리의 새끼들 사이에서 무작위적인 돌연변이로서 처음에 발생했다. 붉고 하얀 수컷은 털이 억세여 고양이들의 주인은 이 고양이를 보기 위해 지역 사육자인 조안 오세아 씨를 불렀다. 그녀는 이 새끼 고양이를 그의 정상적인 고양이 새끼들 중 한명과 함께 50달러에 사서 번식 프로그램을 시작했다.
인구가 증가함에 따라 고양이는 캐나다와 특히 인기 있는 독일로 수출되었다. 이 품종은 잘 자랐고, 1967년 CFA의 인정을 받았고, 1978년에는 선수권 대회에서 인정을 받았다. 
와이어헤어들은 다른 나라들 중에서도 영국과 호주에 아직 모습을 드러내지 않았다.

## 특징
활발하게 잘 달리고, 호기심이 왕성 단단하고 곱슬곱슬한 털이 몸전체를 덮고 있다.

## 같이 보기
- 고양이의 품종 목록